# Zielomyśl
Zielomyśl – wieś w Polsce położona w województwie lubuskim, w powiecie międzyrzeckim, w gminie Pszczew.
Pierwsza wzmianka o Zielomyślu pochodzi z 1403 roku. Wieś stanowiła własność biskupów poznańskich w ramach klucza pszczewskiego. Wieś duchowna Zielemisł, własność biskupa poznańskiego, położona była w 1580 roku w powiecie poznańskim województwa poznańskiego. Od 1793 roku na terenie Prus. W 1900 roku powstał kościół pw. św. Józefa. W 1944 wojska niemieckie wybudowały w Zielomyślu fortyfikacje, stanowiące część Trzcielskiej Pozycji Przesłaniania.
We wsi znajduje się przystanek kolejowy na linii Wierzbno–Rzepin.
W latach 1975–1998 miejscowość administracyjnie należała do województwa gorzowskiego.
W miejscowości tej urodził się Antoni Melchior Fijałkowski, arcybiskup metropolita warszawski.